# مصادمات نفق الحائط الغربي
مصادمات نفق الحائط الغربي (بالإنجليزية: Western Wall Tunnel riots)‏ اندلعت في 24 سبتمبر 1996 واستمرت لمدة ثلاثة أيام، بعد أن فتح الإحتلال نفق الحائط الغربي [الإنجليزية] المثير للجدل للجمهور، مما أدى إلى أول صراع عنيف بين جيش الاحتلال وقوات الأمن الوطني الفلسطينية، الذي خول قبل عامين، نتيجة لاتفاقات أوسلو. في أعمال الصراع الذي امتد إلى قطاع غزة والضفة الغربية، قُتل 25 من جنود الاحتلال بينما أصيب العشرات، واستشهد ما يقرب من 100 فلسطيني وأصيب 1000.

## الجدول الزمني
- 24 سبتمبر: تم إخلاء الجدار الغربي بعد أن ألقى الفلسطينيون الحجارة على اليهود.[2]
- 25 أيلول: استشهد خمسة فلسطينيين وجرح المئات في رام الله بعد أن فتح جيش الإحتلال النار.[3]
- 26 أيلول: في نابلس، قتل ستة جنود من جيش الإحتلال عندما هاجم فلسطينيون موقعهم في قبر يوسف. في غزة، هاجم الفلسطينيون مواقع ومستوطنات الجيش، مما أدى إلى مقتل 11 من جيش الاحتلال واستشهد 39 فلسطينيًا على الأقل هذا اليوم.[4]
- 27 أيلول (سبتمبر): في طولكرم، هاجم مئات الفلسطينيين نقطة حدودية، مما أدى إلى اشتباك قتل فيه جنديين من جيش الإحتلال واستشهد فلسطيني واحد. في أريحا، قُتل ثلاثة فلسطينيين بنيران جيش الاحتلال. وفي رفح، غزة، هاجم الفلسطينيون موقعًا للاحتلال، وقتلوا جنديًا واحدًا.[5]